# Neues von der Katze mit Hut (Film)
Neues von der Katze mit Hut ist ein deutsches Marionetten-Spiel der Augsburger Puppenkiste aus dem Jahr 1983 und zugleich die Fortsetzung von Katze mit Hut. Regie führte Sepp Strubel. Ein Jahr nach der Produktion erschien das gleichnamige Buch von Simon und Desi Ruge.

## Handlung
Die Handlung ist wie beim Vorgänger in vier unabhängige Kapitel geteilt:

### Tumult um den Zappergeck
Die Katze liest noch immer einer alten Dame Romane vor. Eines Tages will sie eben gehen, da findet sie ihre Tasche nicht mehr. Es stellt sich heraus, dass der Zappergeck sie dem Igel Lehmann geschenkt hat. Kapitän Knaak kann die Tasche zwar zurückholen, aber der Zappergeck bleibt verschreckt unter einem Busch sitzen. Erst in der Nacht holen sie ihn zurück ins Haus. Er scheint eingefroren. Allerdings stellt sich schnell heraus, dass er einen Gemütsknoten hat. Die Katze näht ihm einen Pyjama, das soll helfen; am Ende kommt heraus, dass der Zappergeck alles nur gespielt hat.

### Die Vizekatze
Die Katze geht mit dem Lama, der Brumsel und dem Zappergeck einkaufen. Kurz darauf kommt Direktor Maulwisch. Er nennt Marianne nach einem kurzen Gespräch Vizekatze, weshalb Kapitän Knaak beleidigt ist. Er geht zum Angeln. Nachdem Maulwisch gegangen ist, kommt ein Versicherungs-Vertreter, namens Dotterstecker, dieser flieht nach der Begegnung mit den Hausbewohnern. Der letzte Besucher ist der Affe Klingemann. Er will Marianne verschicken, um sich das Haus selbst anzueignen. Er wird allerdings vom Stolpervogel zur Strecke gebracht. Abends kommt auch Kapitän Knaak wieder.

### Die Geburtstagsgeschichte
Im Sommer bemerken die Bewohner des Haus Katze, dass keiner von ihnen weiß, wann er tatsächlich Geburtstag hat. Man legt dann einen allgemeinen Geburtstag für alle fest. Außerdem wird über die Geschenke beraten. Am Geburtstag freut sich jeder über sein Geschenk. Sie laden auch Maulwisch ein, der allen zusammen eine Rutschbahn schenkt. Das gefällt der Katze jedoch nicht, da sie Angst vor Rutschen hat. Sie traut sich aber trotzdem zu rutschen.

### Die große Schläfrigkeit
Im Winter sind die Bewohner von Haus Katze plötzlich überaus schläfrig. Die Erbsensteins bauen einen Wecker in ein Schneehuhn ein. Bald nistet sich im Schneehuhn der unbekannte Bogumil ein. Er behauptet, er hält Winterschlaf. Es stellt sich heraus, dass er der Igel Lehmann ist.

## Synchronisation
| Rolle          | Figur       | Sprecher                              |
| -------------- | ----------- | ------------------------------------- |
| Katze mit Hut  | Katze       | Ariane Roggen                         |
| Marianne Dudel | Huhn        | Heidi Vogel                           |
| Baby Hübner    | Wildschwein | Ernst H. Hilbich                      |
| Zappergeck     | Reptil      | Margot Schellemann                    |
| Egon Maulwisch | Mensch      | Sepp Wäsche                           |
| Erbsensteins   | Menschen    | Arno Bergler, Hanns-Joachim Marschall |
| Stolpervogel   | Vogel       | Herbert Mayer                         |
| Lama           | Lama        | Christl Peschke                       |

## Unterschiede zum Buch
- Der Inhalt der Episode Tumult um den Zappergeck stammt aus dem ersten Buch.
- Die Ereignisse rund um das Schneehuhn finden im Buch vor der Episode um die Vizekatze statt.
- Die Identität von Bogumil wird im Buch nicht festgestellt.
- Nicht verfilmt wurden die Kapitel, in denen die Katze aufgrund von Blitzeis eine Nacht außer Haus verbringt und in dem die Hausbewohner ungebetenen Besuch vom Riesen Saratowski erhalten.